# Всемирная ассоциация по развитию филателии
Всеми́рная ассоциа́ция по разви́тию филатели́и (сокращённо — ВАРФ; англ. World Association for the Development of Philately, или WADP) — международная организация, созданная в 1997 году под эгидой и при поддержке Всемирного почтового союза, Международной федерации филателии и ряда других филателистических организаций. В качестве основной своей деятельности ВАРФ осуществляет проект по учёту и присвоению номеров почтовым маркам, выпущенным странами мира после 1 января 2002 года, в виде соответствующей базы данных и с помощью особой системы нумерации ВАРФ (WADP Numbering System, или WNS).

## Состав
Учредителями и участниками Всемирной ассоциации по развитию филателии являются:
- Всемирный почтовый союз (ВПС), который обеспечивает взаимодействие между национальными почтовыми администрациями, выпускающими почтовые марки;

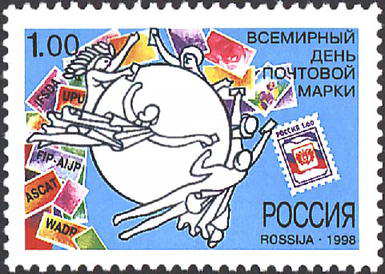
Марка России (1998) в честь Дня почтовой марки, на которой даны иностранные аббревиатуры ВАРФ и организаций-учредителей

- Международная федерация филателии, объединяющая национальные федерации коллекционеров марок;
- Международная федерация ассоциаций филателистических дилеров (International Association of Stamp Dealer Associations — IFSDA), представляющая филателистических дилеров, занимающихся продажей почтовых марок и коллекционных материалов;
- Международная ассоциация издателей каталогов почтовых марок, марочных альбомов и филателистических публикаций (фр. Association internationale des éditeurs de catalogues de timbres-poste, d'albums et de publications philatéliques — ASCAT), охватывающая производителей каталогов и других печатных изданий, описывающих почтовые выпуски;
- Международная ассоциация филателистических журналистов (Association internationale des journalistes philatéliques — AIJP), которая объединяет авторов специализированных периодических изданий (основного источника регулярной информации), пишущих на тему филателии;
- Интерграф (Intergraf), международная конфедерация полиграфистов и рабочих смежных профессий, присоединившаяся к ВАРФ на Генеральной Ассамблее ВАРФ 26 сентября 2003 года.

## История и цели

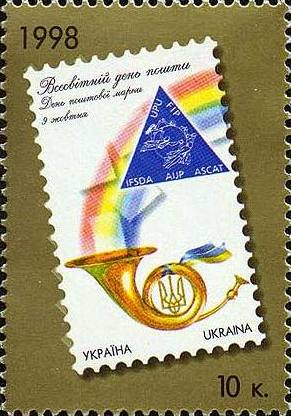
Марка Украины (1998) в честь Всемирного дня почты и Дня почтовой марки, с эмблемой ВАРФ(Mi #279)

ВАРФ возникла как ответ почтовых администраций на рост числа неофициальных выпусков — виньеток, имеющих признаки почтовой марки и название страны, которая их не выпускала. На Всемирном почтовом конгрессе 1994 года в Сеуле была принята рекомендация, предусматривающая создание ВАРФ под эгидой Совета почтовой эксплуатации ВПС (англ. Postal Operations Council), что и было осуществлено в 1997 году. Целью ВАРФ является продвижение и защита филателии, коллекционирования и экономической деятельности эмитентов почтовых марок. ВАРФ объединяет усилия международных федераций и организаций производителей марок и их коллекционеров.
Важным направлением деятельности ВАРФ является разработка «Руководства по развитию филателии» и «Системы нумерации ВАРФ» (СНВ — WNS).

## Издание пособия
Опубликованное в 1999 году «Руководство по развитию филателии» является пособием как для эмитентов, так и для коллекционеров. В частности, функционерам почтовых администраций предлагается информационная база и методика выпуска почтовых марок, обеспечивающие стимулирование национальной филателистической программы.

## ПроектWNS
Система нумерации ВАРФ (WNS) представляет собой приглашение (с 2002 года) почтовым администрациям официально заявлять о выпущенных ими почтовых марках. Реализация проекта поддерживается в Интернете с помощью веб-сайта, где опубликованы пояснения о собственно системе нумерации ВАРФ и создана база данных (каталог), в которой посетители могут производить поиск почтовых марок по странам, датам, темам или по ключевым словам. Маркам присваиваются уникальные номера, и информация о них размещается на сайте WNS, который представляет собой уникальную площадку, где накапливаются и сводятся воедино сведения об официальных эмиссиях почтовых марок мира. Каталогизация в рамках системы WNS принимает в расчёт только те выпуски марок, которые заявлены почтовыми администрациями — участниками проекта.
Цели проекта WNS — предоставить в распоряжение покупателей почтовых марок и коллекционеров каталог почтовых марок с информацией о всех официальных выпусках и одновременно бороться с незаконными выпусками марок, которые печатаются без ведома и согласия почтовых администраций, включая марки виртуальных государств.
Благодаря участию в проекте, некоторые развивающиеся страны смогли уменьшить с 2002 года свои планы по выпуску почтовых марок и официально выразить через ВПС своё отрицательное отношение к незаконным выпускам.
По состоянию на 28 ноября 2008 года, в базе данных ВАРФ находились 36 252 зарегистрированные марки, изданные 176 почтовыми администрациями мира. Многие из выпусков сопровождаются изображениями марок, авторское право на которые обычно сохраняется за выпустившей марку страной, но скачивание которых разрешает ВПС и ВАРФ. В 2008 году к проекту присоединилось два новых эмитента — Болгария и Святая гора Афон. Из стран бывшего СССР в проекте не участвовал лишь Туркменистан. Некоторые национальные издательства марок (например, «Дирекція розроблення знаків поштової оплати» Украины) дополнительно указывают в своих каталогах нумерацию выпускаемых марок по системе ВАРФ.

## «Кодекс этики»
Каждая организация, входящая в состав Ассоциации, может выступать с инициативами по обеспечению добросовестного поведения своих членов. Представляющая типографии организация Intergraf разработала «Кодекс этики печатников почтовых марок» («Code of Ethics for Postage Stamps Security Printers»), дублирующий сертификацию (CWA 14641:2003), чтобы показать почтовым службам серьёзность намерений типографий. Кодекс также включает условия, которые должны быть отражены в договорах заказа печати почтовых марок. По состоянию на 18 января 2007 года, данный «Кодекс» подписали 12 национальных предприятий, производящих почтовые марки.